# Strongylosomum cumbrense
Strongylosomum cumbrense är en mångfotingart som beskrevs av Henri W. Brölemann 1898. Strongylosomum cumbrense ingår i släktet Strongylosomum, ordningen banddubbelfotingar, klassen dubbelfotingar, fylumet leddjur och riket djur. Inga underarter finns listade i Catalogue of Life.